# Uazeba II
Uazeba II (W'ZB) ou Uazebas II (em grego clássico: Ouazebas) foi um governante do Reino de Axum, que reinou final do século IV. Ele é conhecido principalmente através das moedas que foram cunhadas durante o seu reinado.
W. Hahn identificou Uazeba como o responsável pela inscrição Uazeba, bisi Hadefan. Como na inscrição chama Uazeba de "filho de Ela Abrá" , ou seja indica que Uazeba seja filho de Ezana.  
Varias moedas de Uazeba foram encontradas sob os restos da maior estela da cidade de Axum. Isso sugere que a estela havia caído durante o seu reinado. Munro-Hay sugere que esta estela em particular foi a última a ser erguida, e que "possivelmente as estelas entraram em desuso quando o cristianismo se implantou, trazendo consigo novas idéias sobre funerais. 
Ouazeba reintroduziu em suas moedas um lema da época de Ezana: TOYTOAPECHTHXWPA, que significa "Que isso agrade as pessoas". Munro-Hay comenta que este lema é "uma peculiaridade bastante atraente da cunhagem axumita, dando um sentimento de real preocupação e responsabilidade para com os desejos e o contentamento do povo". 